# Neoserixia
Neoserixia – rodzaj chrząszczy z rodziny kózkowatych i podrodziny zgrzypikowych.

## Zasięg występowania
Przedstawiciele tego rodzaju występują w Chinach oraz na Tajwanie.

## Systematyka
Do Neoserixia należą 2 gatunki i 2 podrodzaje:
- Podrodzaj: Neopraolia Matsushita, 1933
  - Neoserixia delicata
- Podrodzaj: Neoserixia Schwarzer, 1925
  - Neoserixia pulchra